# Pokémon 4Ever
Pokémon 4Ever - Celebi, skovens stemme, er en japansk animeret spillefilm fra 2001 og som er den fjerde film, der foregår i Pokémon-universet og er baseret på TV-serien. Filmen er den første, der ikke blev vist i danske biografer, men udkom derimod direkte på VHS & DVD den 24. november 2004.

## Handling
For 40 år siden gik drengen Sammy ind i en skov, hvor han mødte den legendariske Pokémon, Celebi. En jæger var på jagt efter den legendariske Pokémon, så den var tvunget til at rejse tilbage i tiden, og med sig tog den Sammy.
Ash Ketchum er på vej mod sit næste styrkecenter i Johto-regionen, men møder drengen Sammy, som viser sig at være fra fortiden. Sammen må de finde og beskytte Celebi, som blev såret, da de stak af fra jægeren. Dog er en anden forbryder på spil, som ønsker at fange og bruger Celebi til sine egne, onde formål.

## Stemmer
| Rolle              | Original stemme    | Dansk stemme         |
| ------------------ | ------------------ | -------------------- |
| Ash Ketchum        | Rica Matsumoto     | Mathias Klenske      |
| Pikachu            | Ikue Ohtani        | Ikue Ohtani          |
| Misty              | Mayumi Iizuka      | Lulu Jacobsen        |
| Sammy              | Keiko Toda         | Andreas Jessen       |
| Professor Oak      | Unshō Ishizuka     | Michael Elo          |
| Jernmasken fra Ban | Shirō Sano         | Ole Fick             |
| Jessie             | Megumi Hayashibara | Ann Hjort            |
| James              | Shin'ichirō Miki   | Thomas Kirk          |
| Meowth             | Inuko Inuyama      | Peter Zhelder        |
| Diana              | An Suzuki          | Annevig Schelde Ebbe |
| Dundee             | Ukendt             | Julian K.E. Baltzer  |
| Towa               | Mami Koyama        | Karin Jagd           |
| White              | Takashi Fujī       | Andreas Hviid        |
| Jægeren            | Kōichi Yamadera    | Thomas Mørk          |
| Fortælleren        | Unshō Ishizuka     | Torben Sekov         |